# Молина, Марио
Хосе́ Ма́рио Моли́на-Паске́ль Энри́кес (исп. José Mario Molina-Pasquel Henríquez; 19 марта 1943, Мехико, Мексика — 7 октября 2020, там же) — мексикано-американский химик, пионер атмосферной химии, один из наиболее известных исследователей озоновых дыр, лауреат Нобелевской премии (1995) за работы по роли газообразных галогеноалканов в истощении озонового слоя Земли (разделил её с Шервудом Роуландом и Паулем Крутценом).
Член Национальных Академии наук (1993) и Медицинской академии США, Папской академии наук (2000), Мексиканских Академии наук и Инженерной академии. Доктор философии (1972). Институтский профессор MIT (1989—2004), заслуженный профессор Калифорнийского университета в Сан-Диего.
Один из трёх мексиканских нобелевских лауреатов (вместе с Альфонсо Гарсией Роблесом и Октавио Пасом).

## Биография
Окончил частную школу Institut auf dem Rosenberg в Швейцарии, затем Национальный автономный университет Мексики в 1965 году со степенью бакалавра в химической инженерии, далее до 1967 года учился во Фрайбургском университете, а в 1972 году получил докторскую степень по физической химии в Калифорнийском университете в Беркли. Работая в Калифорнийском университете в Ирвайне, Молина и Шервуд Роуланд показали опасность воздействия галогеноалканов на озоновый слой в стратосфере.
С 2004 года работал в Калифорнийском университете в Сан-Диего, его заслуженный профессор.
В 2016 году подписал письмо с призывом к Greenpeace, Организации Объединённых Наций и правительствам всего мира прекратить борьбу с генетически модифицированными организмами (ГМО).

## Награды и отличия
- Премия Тайлера (1983)
- NASA Exceptional Scientific Achievement Medal[англ.] (1989)
- Премия Макса Планка (1994)
- Нобелевская премия по химии (1995)
- Премия Уилларда Гиббса (1998)
- UNEP Sasakawa Environment Prize (1999)
- Учёный 2002 года, фонд Гарварда
- Heinz Award[англ.] (2003)
- Volvo Environment Prize (2004)
- Лекция Бьеркнеса (Bjerknes Lecture), Американский геофизический союз (2004)
- Эрстедовская лекция (2012)
- Президентская медаль Свободы (2013)
- Champion of the Earth (2014)

Удостоился более 40 почетных степеней.

## Избранные публикации
- Molina M.J., Rowland F.S. Stratospheric sink for chlorofluoromethanes: Chlorine atomc-atalysed destruction of ozone // Nature. — 1974. — Vol. 249. — P. 810—812. — doi:10.1038/249810a0.
- Rowland F.S., Molina M.J. Chlorofluoromethanes in the environment // Reviews of Geophysics. — 1975. — Vol. 13. — P. 1—35. — doi:10.1029/RG013i001p00001.
- Molina M.J., Tso T.-L., Molina L.T., Wang F.C.-Y. Antarctic stratospheric chemistry of chlorine nitrate, hydrogen chloride, and ice: Release of active chlorine // Science. — 1987. — Vol. 238. — P. 1253—1257. — doi:10.1126/science.238.4831.1253.
- Molina L.T., Molina M.J. Production of Cl2O2 from the self-reaction of the ClO radical // Journal of Physical Chemistry. — 1987. — Vol. 91. — P. 433—436. — doi:10.1021/j100286a035.
- Molina M.J., Zhang R., Wooldridge P.J., McMahon J.R., Kim J.E., Chang H.Y., Beyer K.D. Physical chemistry of the H2SO4/HNO3/H2O system: Implications for polar stratospheric clouds // Science. — 1993. — Vol. 261. — P. 1418—1423. — doi:10.1126/science.261.5127.1418.
- Bertram A.K., Ivanov A.V., Hunter M., Molina L.T., Molina M.J. The reaction probability of OH on organic surfaces of tropospheric interest // Journal of Physical Chemistry A. — 2001. — Vol. 105. — P. 9415—9421. — doi:10.1021/jp0114034.
- Zhang R., Suh I., Zhao J., Zhang D., Fortner E.C., Tie X., Molina L.T., Molina M.J. Atmospheric new particle formation enhanced by organic acids // Science. — 2004. — Vol. 304. — P. 1487—1490. — doi:10.1126/science.1095139.
- Molina M.J., Molina L.T. Megacities and atmospheric pollution // Journal of the Air and Waste Management Association. — 2004. — Vol. 54. — P. 644—680. — doi:10.1080/10473289.2004.10470936.
- Volkamer R., Jimenez J.L., San Martini F., Dzepina K., Zhang Q., Salcedo D., Molina L.T., Worsnop D.R., Molina M.J. Secondary organic aerosol formation from anthropogenic air pollution: Rapid and higher than expected // Geophysical Research Letters. — 2006. — Vol. 33. — P. L17811. — doi:10.1029/2006GL026899.
- Steffen W. et al. The anthropocene: From global change to planetary stewardship // Ambio. — 2011. — Vol. 40. — P. 739—761. — doi:10.1007/s13280-011-0185-x.
- Wang G. et al. Persistent sulfate formation from London Fog to Chinese haze // Proceedings of the National Academy of Sciences. — 2016. — Vol. 113. — P. 13630—13635. — doi:10.1073/pnas.1616540113.